# Ninety-Nines

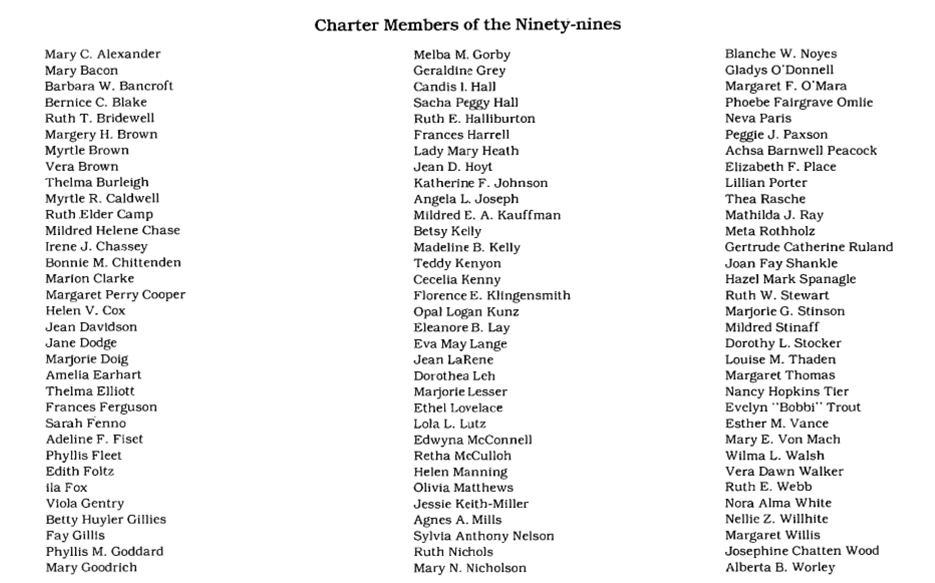
Membros Fundadores dos Ninety-Nines

A Ninety-Nines: Organização Internacional de Mulheres Pilotos, também conhecida como The 99s ou As 99, é uma organização internacional que fornece a rede, tutoria, e oportunidades de bolsas de voo para pilotos recreativos e profissionais do sexo feminino. No início de 2018 haviam 155 Ninety-Nines em capítulos em todo o mundo.
A organização foi fundada em 2 de novembro de 1929, em Campo Curtiss, Vale do Riacho, Nova Iorque, por 26 mulheres pilotos com licença de pilotagem para o apoio mútuo e a progressão das mulheres pilotos. Amelia Earhart convocou uma reunião de pilotos femininas em 1929 após o Women's Air Derby. Todas as 117 mulheres pilotos licenciadas na altura foram convidadas, e o grupo é nomeado pelo número 99, o número de mulheres pilotos que participaram da reunião ou que manifestaram interesse em formar um grupo. Em 2014, a Ninety-Nines foi nomeada para o International Air & Space Hall of Fame no San Diego Air & Space Museum.